# Olé, Olé, Olé

Olé, Olé, Olé est un chant utilisé par des nombreux spectateurs sportifs à travers le monde.
En 1985, Hans Kusters, à la tête du label belge Hans Kusters Music, demande au producteur de musique Roland Verlooven et au chanteur le Grand Jojo d'écrire une chanson pour fêter le titre de champion du Sporting club d'Anderlecht. La chanson se nomme “Anderlecht Champion”. Le refrain est à l'époque "Allez, allez, allez, allez, We are the champions". "Allez" faisant référence au folklore bruxellois ("Alleï" en bruxellois). La chanson est composée par Armath (pseudonyme de Roland Verlooven) et Jean Deja. Elle fut enregistrée en français et néerlandais par le Grand Jojo et distribuée par les disques Vogue.
En 1986, Vogue et Walter Capiau enregistrèrent une autre version "E Viva Mexico", dont le refrain fut modifié en "Olé, Olé, Olé, Olé, We are the champions". La chanson fut introduite en hommage aux diables rouges, l'équipe nationale belge de football, qualifiés pour la coupe du monde de football au Mexique (1986).
En 1987, Roland Verlooven produit une version internationale de la chanson chantée par un groupe nommé The Fans, distribuée dans différents pays à travers le monde. L'année suivante, le groupe Chumbawamba enregistre son Top of the World (Olé, Olé, Olé).
En 2009, le groupe de musique Overtone enregistre une version pour le film Invictus.
En Argentine, le chant a été de nombreuses fois utilisé pour soutenir Diego Maradona. Il est populaire dans le catch, mais aussi à l'UFC pour soutenir George St-Pierre. Olé, Olé, Olé est aussi utilisé par l'équipe de rugby à XV des Ospreys.
Le chant « Olé, Olé, Olé » est aussi un hymne populaire au hockey avec les Canadiens de Montréal.

## Usage en dehors du sport
Le chant a été adapté par le parti nationaliste pour la campagne des élections générales maltaises de 1987. Le refrain de la chanson est devenu «Olé, Olé, Olé, Nazzjonalist»", en référence aux partisans du parti nationaliste.
À la chute du mur de Berlin, le 9 novembre 1989, des manifestants ont chanté « Ole, Ole, Ole » en agitant le drapeau allemand. 
Pendant la  révolution roumaine de 1989, lors de la fuite en hélicoptère du président Nicolae Ceaușescu le 22 décembre, les manifestants contre le régime chantaient «Ole Ole Ole, Ceaușescu nu mai e !» littéralement «Olé Olé Olé Ceausescu n'est plus !».
En novembre 2023, lors des concerts de Taylor Swift à Buenos Aires, dans le cadre de The Eras Tour, le public argentin a chanté «Olé, Olé, Olé, Olé, Taylor, Taylor!».
Dans le film Furiosa : Une saga Mad Max, le chant peut être entendu durant la scène où Furiosa arrive pour la première fois au Moulin à Balles,,.